# صخره‌ماهی چینی
صخره‌ماهی چینی (نام علمی: Sebastes nebulosus) نام یک گونه از سرده صخره‌ماهی است.